# 공항철도 2000호대 전동차
공항철도주식회사 2000호대 전동차는 인천국제공항철도에서 운행한 공항철도의 전동차다. 공항철도 1000호대 전동차와 달리 통근형 전동차로서, 일반열차로 운행된다. 
1인 승무에 대응하도록 CCTV 모니터 및 프랑스 알스톰사의 ATP 속도계가 장착되었고, 타 노선의 통근형 전동차나 도시 철도의 차량과 마찬가지로 화장실 및 세면대 설비는 없다. 현재 총 6량 22개 편성(132량)이 운행하고 있다. 구동음은 KTX-이음 150000호대와 KTX-청룡 160000호대랑 같은 IGBT를 사용한다.

## 도입 역사

### 1차 도입분 (201~209편성,2005년9월~2006년2월제작)
- 도입: 2005년 12월 26일~2006년 7월 3일

2007년 3월 23일 1단계 구간 개통을 대비해 도입된 차량. 인천역까지 갑종회송된 후 인천항으로 옮겨져 선박에 적재, 용유도로 운반되어 용유차량사업소에 들어왔다.

### 2차 도입분 (210~220편성,2009년6월~2010년3월제작)
- 도입: 2009년 12월 17일~2010년 6월 29일

2010년 12월 29일 2단계 구간 개통을 대비해 도입된 차량. 수색역까지 갑종회송된 후 마곡철교 연결선을 통해 용유차량사업소로 반입됐다.

### 3차 도입분 (221~222편성,2017년5월~6월제작)
- 도입: 2017년 5월 30일~6월 17일

2018년 1월 13일 3단계 구간 개통을 대비해 도입된 차량.

### 4차 도입분 (2025년1월~하반기 제작)[4]

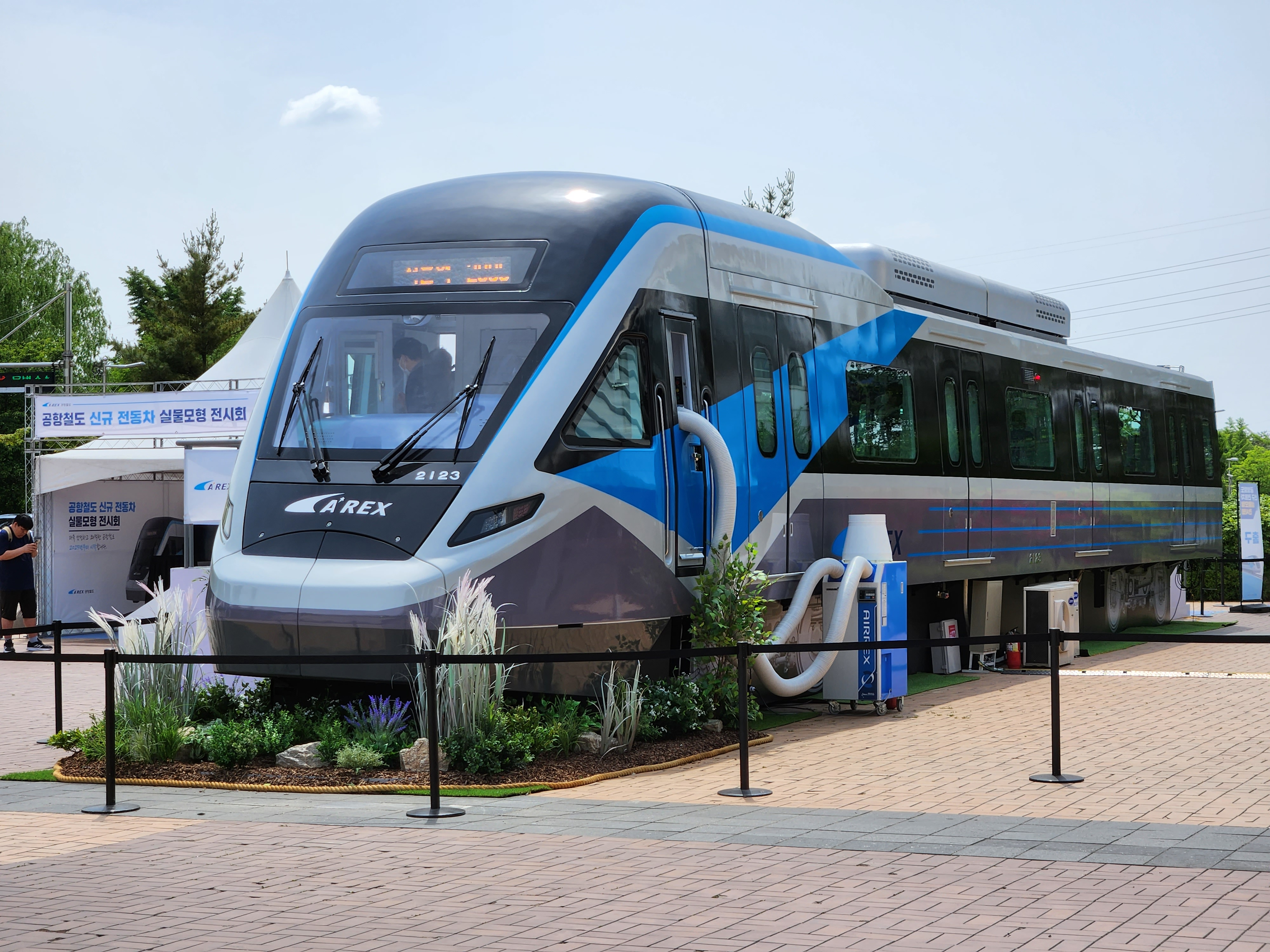
실물모형 전시회에서 일반공개된 4차 도입분 모형

- 용유차량사업소 소속: A223~A231편성(총 9개 편성)
- 제작사: 현대로템
- 제어방식: VVVF-Hibrid SiC(도시바)

### 5차 도입분 (232~235편성,2026년제작)
- 도입:

### 6차 도입분 (201~222편성,2030년예정)
- 도입: 2030년 1~3차 201~222편성 대차분

## 배속
- 201~222편성: 용유차량기지, 6량

|         |                 | ◇◇              |                 | ◇◇              |                 |                 |                    |
| 21XX    | 22XX            | 23XX            | 24XX            | 27XX            | 28XX            |                 |                    |
| Tc      | M               | M'              | T               | M'              | Tc2             |                 |                    |
| ←서울역 | ※XX는 편성 번호 | ※XX는 편성 번호 | ※XX는 편성 번호 | ※XX는 편성 번호 | ※XX는 편성 번호 | ※XX는 편성 번호 | 검암.인천국제공항→ |

↑ 서울역
| 객차번호 | 설치된 전장품                        |
| -------- | ------------------------------------ |
| 21XX     | Tc(SIV, 공기압축기,축전지)           |
| 22XX     | M(공기압축기,주변환장치)             |
| 23XX     | M'(팬터그래프, 주변압기, 주변환장치) |
| 24XX     | T(공기압축기)                        |
| 27XX     | M'(팬터그래프, 주변압기, 주변환장치) |
| 28XX     | Tc(SIV, 공기압축기, 축전지)          |

↓ 인천국제공항

## 현재 운행구간
- ● 인천국제공항철도: 서울 - 인천공항2터미널 (일반열차 한정)

## 현황
| 차호     | 도입 시기   | 운행 중단 시기 | 비고 |
| -------- | ----------- | -------------- | --- |
| 201 편성 | 2005년      | 운행 중        | |
| 202 편성 | 2005년      | 운행 중        | |
| 203 편성 | 2006년      | 운행 중        | |
| 204 편성 | 2006년      | 운행 중        | |
| 205 편성 | 2006년      | 운행 중        | |
| 206 편성 | 2006년      | 운행 중        | |
| 207 편성 | 2006년      | 운행 중        | |
| 208 편성 | 2006년      | 운행 중        | |
| 209 편성 | 2006년      | 운행 중        | |
| 210 편성 | 2009년      | 운행 중        | |
| 211 편성 | 2009년      | 운행 중        | |
| 212 편성 | 2010년      | 운행 중        | |
| 213 편성 | 2010년      | 운행 중        | |
| 214 편성 | 2010년      | 운행 중        | |
| 215 편성 | 2010년      | 운행 중        | |
| 216 편성 | 2010년      | 운행 중        | |
| 217 편성 | 2010년      | 운행 중        | |
| 218 편성 | 2010년      | 운행 중        | |
| 219 편성 | 2010년      | 운행 중        | |
| 220 편성 | 2010년      | 운행 중        | |
| 221 편성 | 2017년      | 운행 중        | |
| 222 편성 | 2017년      | 운행 중        | |
| 223 편성 | 2025년      | 시운전 중      | |
| 224 편성 | 2025년      | 시운전 중      | |
| 225 편성 | 2025년      | 시운전 중      | |
| 226 편성 | 2025년      | 시운전 중      | |
| 227 편성 | 2025년      | 시운전 중      | |
| 228 편성 | 2025년      | 시운전 중      | |
| 229 편성 | 2025년      | 시운전 중      | |
| 230 편성 | 2025년 예정 | 도입 예정      | |
| 231 편성 | 2025년 예정 | 제작 예정      | |
| 232 편성 | 2026년 예정 | 제작 예정      | ● 서울 지하철 9호선과의 직결 운행을 대비해 도입 예정이며, 총 8개 편성이 직교류 겸용으로 도입될 예정이다. 9호선 구간내에서는 급행열차로 운행 될 예정이다. |
| 233 편성 | 2026년 예정 | 제작 예정      | ● 서울 지하철 9호선과의 직결 운행을 대비해 도입 예정이며, 총 8개 편성이 직교류 겸용으로 도입될 예정이다. 9호선 구간내에서는 급행열차로 운행 될 예정이다. |
| 234 편성 | 2026년 예정 | 제작 예정      | ● 서울 지하철 9호선과의 직결 운행을 대비해 도입 예정이며, 총 8개 편성이 직교류 겸용으로 도입될 예정이다. 9호선 구간내에서는 급행열차로 운행 될 예정이다. |
| 235 편성 | 2026년 예정 | 제작 예정      | ● 서울 지하철 9호선과의 직결 운행을 대비해 도입 예정이며, 총 8개 편성이 직교류 겸용으로 도입될 예정이다. 9호선 구간내에서는 급행열차로 운행 될 예정이다. |

## 사진

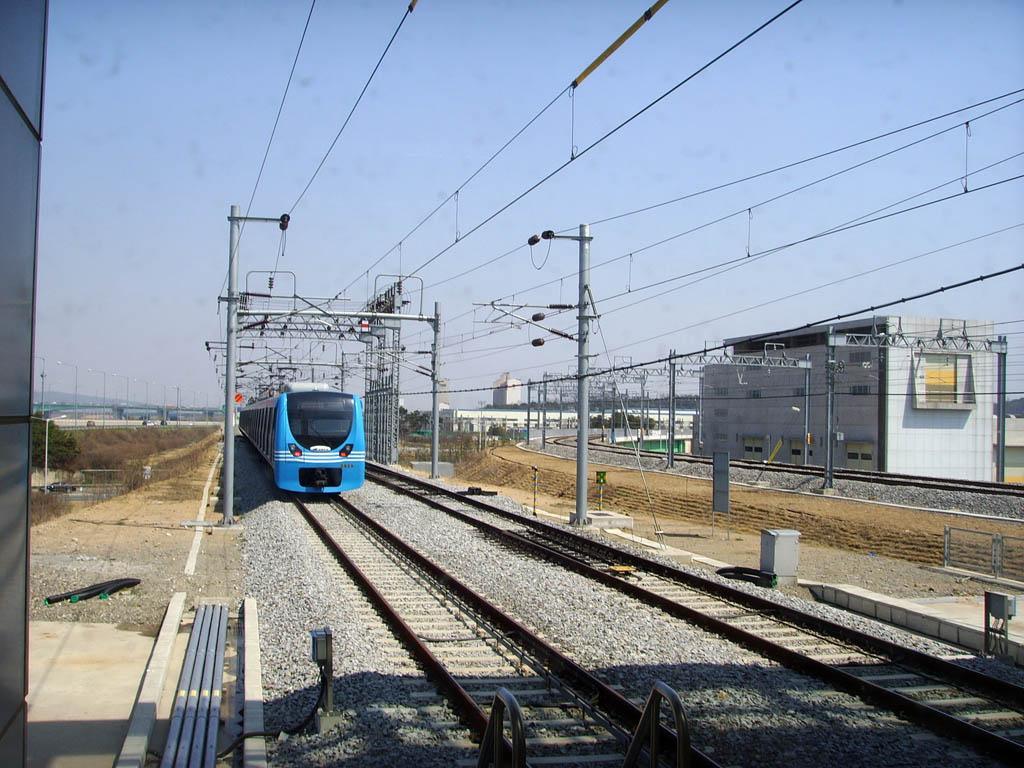
인천국제공항철도 일반 전동차. 계양역에서 촬영
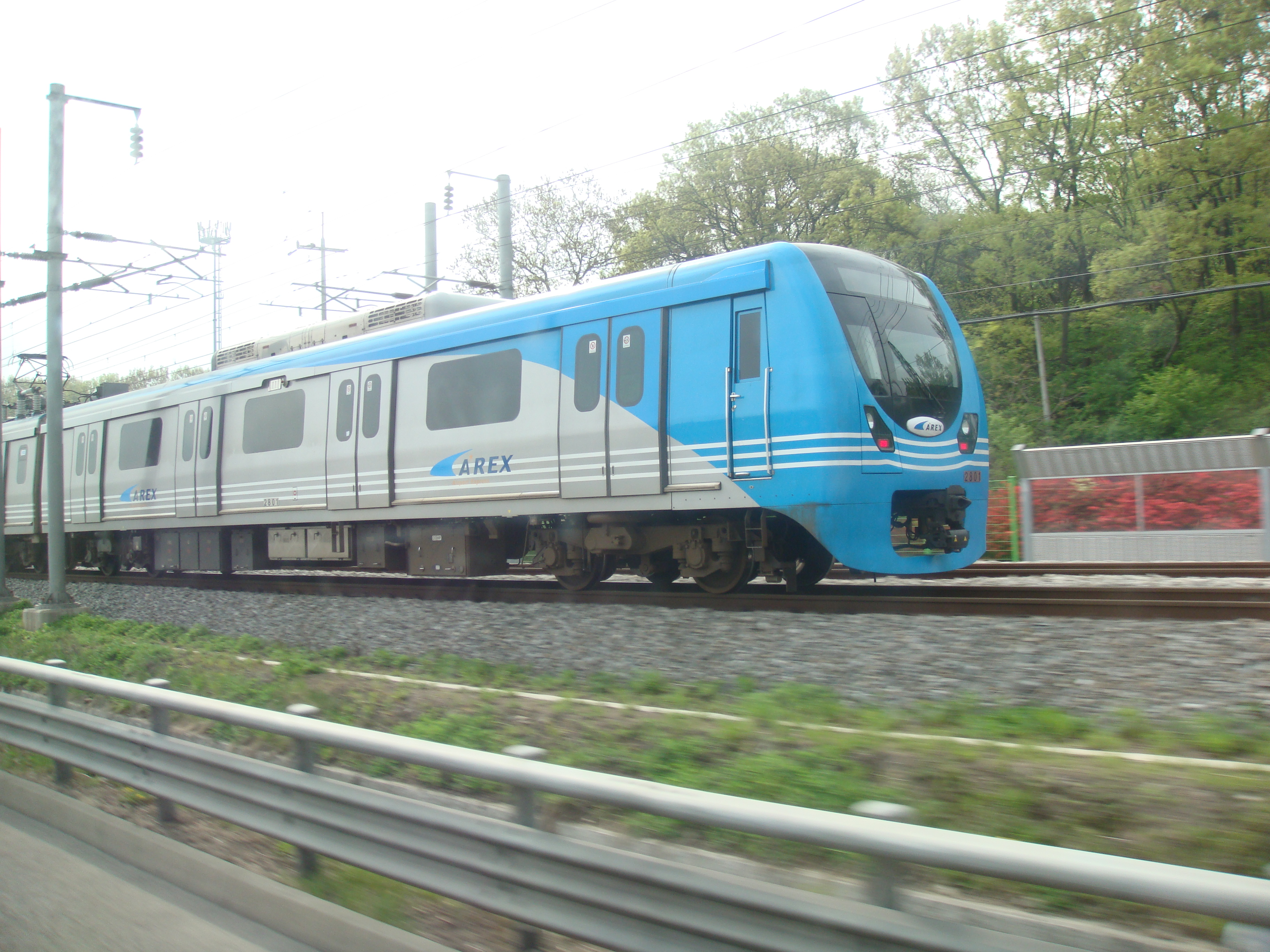
인천국제공항철도 일반 전동차
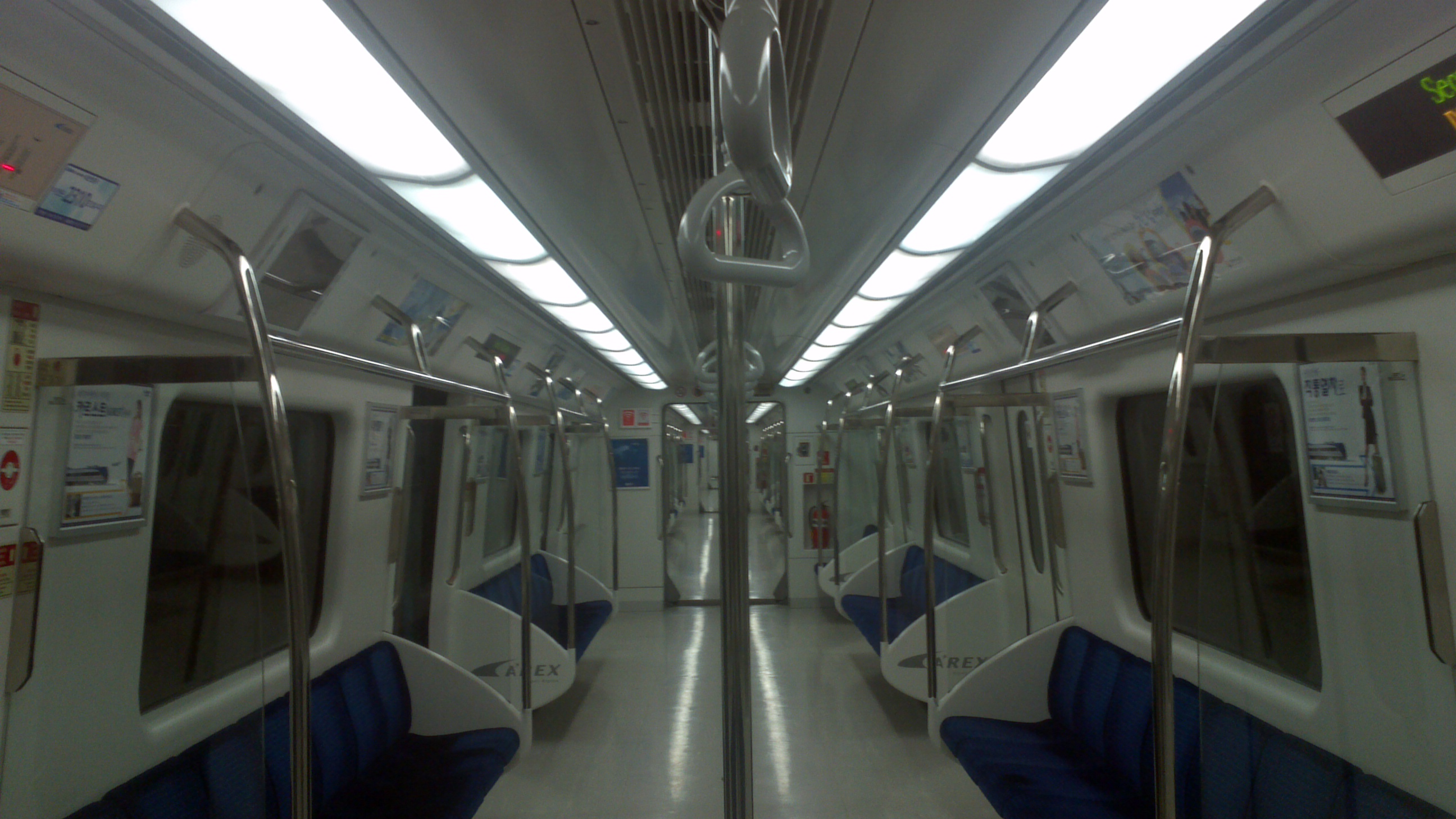
인천국제공항철도 210편성 내부
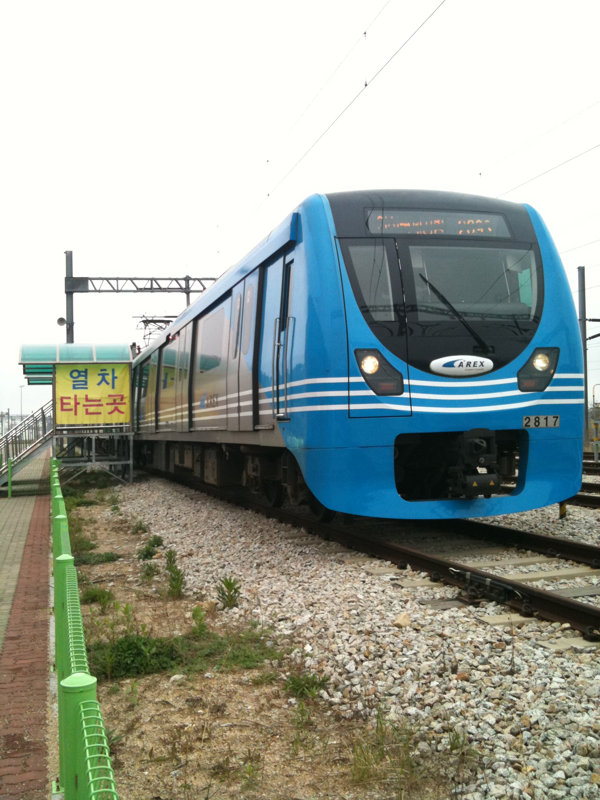
용유역에 정차중인 일반열차
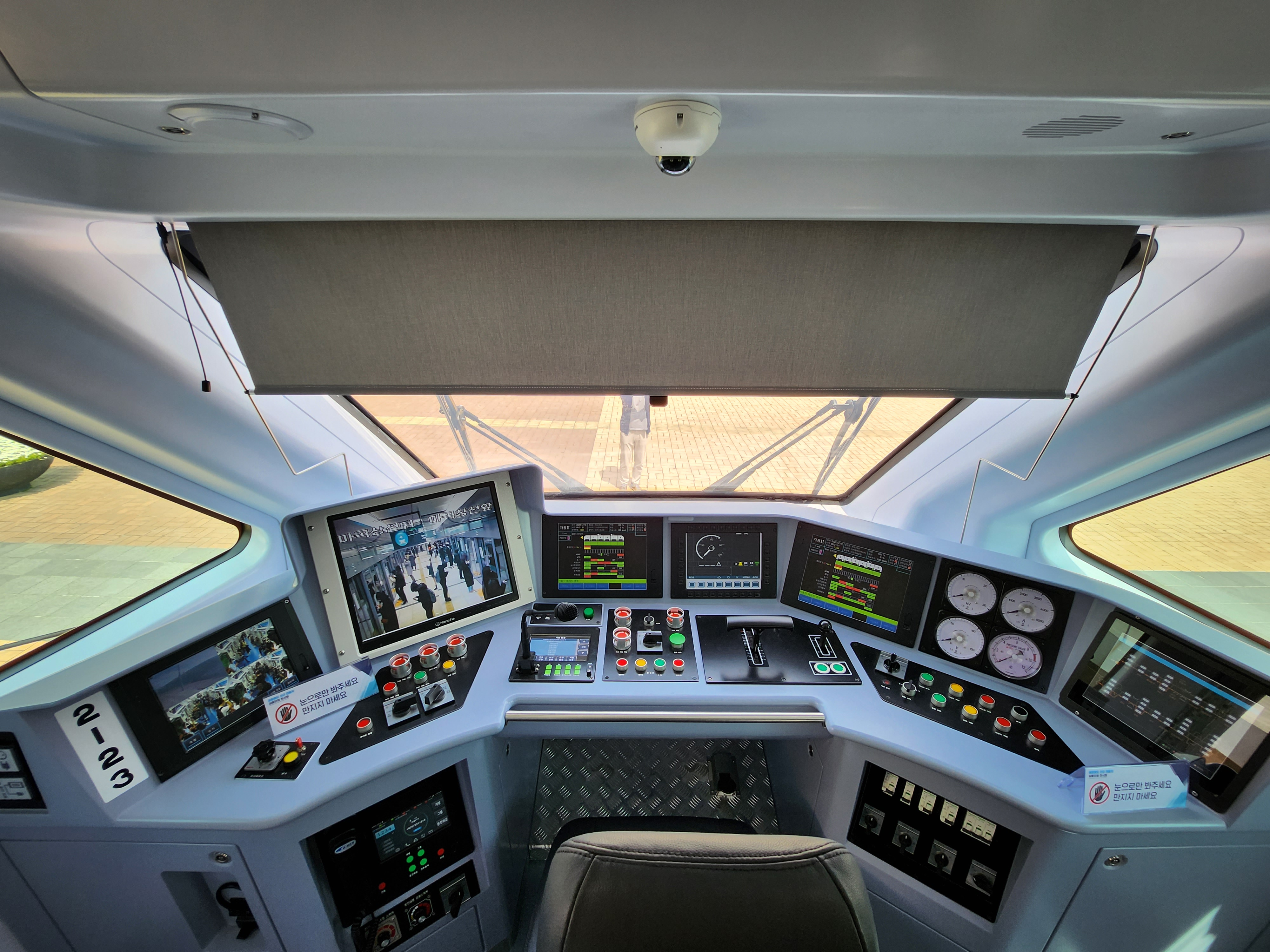
공항철도 2000호대 4차분 전동차 목업 운전대
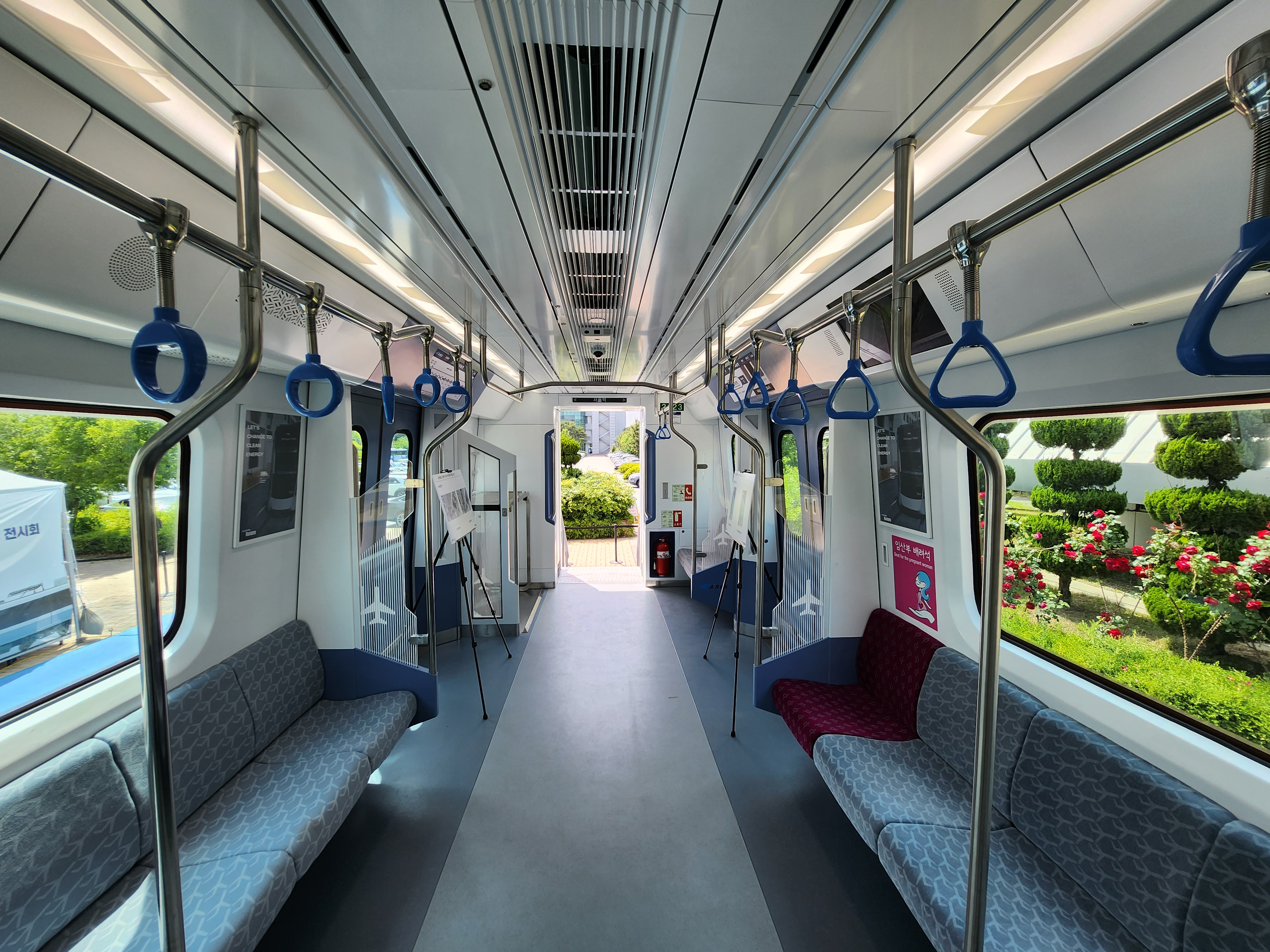
공항철도 2000호대 4차분 전동차 목업 객실
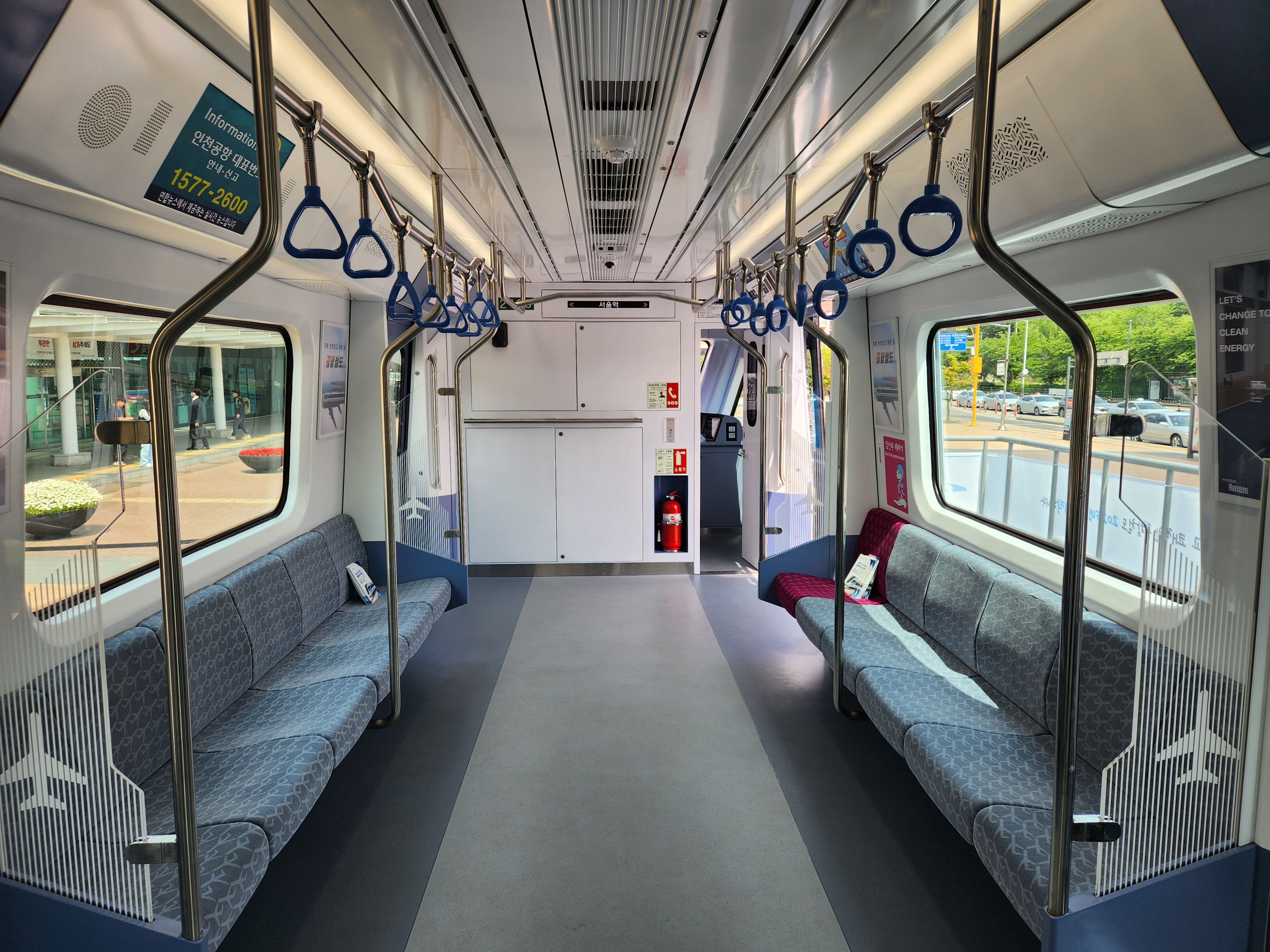
공항철도 2000호대 4차분 전동차 목업 객실

## 사고
2011년 12월 9일 자정쯤에 서울역을 출발한 열차는 약 30여 분이 지난 0시 30분(밤 12시 30분) 경에 승객 15명을 태운 상태에서 계양역을 출발하여 종착역인 검암역으로 향하는 과정에서 시속 80km의 전속력으로 운행하다가 작업 중인 인부를 발견하고 비상 제동을 체결하였으나, 속도가 빨라 사고를 피하지 못한 상황이었다. 코레일테크 인부 8명 중에서 2명은 가까스로 피하여 화를 면하였으나 210편성 열차에 치인 6명 중 5명이 사망하고 1명이 중상과 210편성 첫 번째 선두칸 2810호 배장기 파손을 입는 사고가 발생하였다.

## 같이 보기
- 공항철도
- 인천국제공항철도
- 공항철도 1000호대 전동차